# Башоли, Блерта
Блерта Башоли (алб. Blerta Basholli; род. 1983, Приштина) — косовская писательница, режиссёр и продюсер. Её дебютный полнометражный фильм «Улей» (2021) добился большого успеха, побив рекорды кинофестиваля «Сандэнс» и став первым косовским фильмом, вошедшим в шорт-лист номинантов на «Оскар» в категории «Лучший международный художественный фильм».

## Личная жизнь
Башоли получила высшее образование в Нью-Йоркском университете. Она прожила в Нью-Йорке четыре года, работая над рядом проектов в качестве студентки, в том числе над своим короткометражным фильмом «Лена и я», получившим награды на международных и косовских фестивалях. В 2008 году она была удостоена стипендии декана по программе в области кино в школе искусств Тиш Нью-Йоркского университета. Впоследствии Башоли вернулась в Приштину. Она замужем за Артаном Кореницей, известным косовским фотографом, от которого у неё двое детей.

## Карьера
В 2006 году Башоли сняла свой первый документальный фильм «Зеркало, зеркало…». Он имел значительный успех, участвуя в 2006 году в конкурсных программах целого ряда кинофестивалей — кинофестиваля в Сараево, Международного кинофестиваля в Тиране, Балканского фестиваля «Чёрный ящик», Берлинского и Нью-Йоркского международного фестиваля независимого кино и видео. В 2008 году она выпустила короткометражный фильм «Гякова 726», который в 2009 году демонстрировался на Роттердамском кинофестивале, кинофестивале Бусё, Докуфесте, Тоффифесте, Фестивале женского кино «Filmmor». В 2011 году короткометражный фильм Башоли «Лена и я» был показан и награждён на кинофестивале First Run Film, Докуфесте, Фестивале кино и еды в Поградце, Скена Апе, Тиранском международном кинофестивале и кинофестивале 9/11 (приз за лучшую женскую роль).
Самой известной картиной Башоли стал вышедший в 2021 году фильм «Улей», рассказывающий реальную историю Фахрие Хоти, косовской женщины, которая пытается начать заниматься бизнесом в патриархальном сообществе. Он стал первым полнометражным фильмом Башоли. «Улей» установил рекорд кинофестиваля «Сандэнс», получив приз Большого жюри, приз за режиссуру и приз зрительских симпатий в конкурсе мирового драматического кино. Башоли также стала первым косовским режиссёром, чей фильм попал в шорт-лист номинантов на «Оскар» в категории «Лучший международный художественный фильм».